# Mickey Rourke

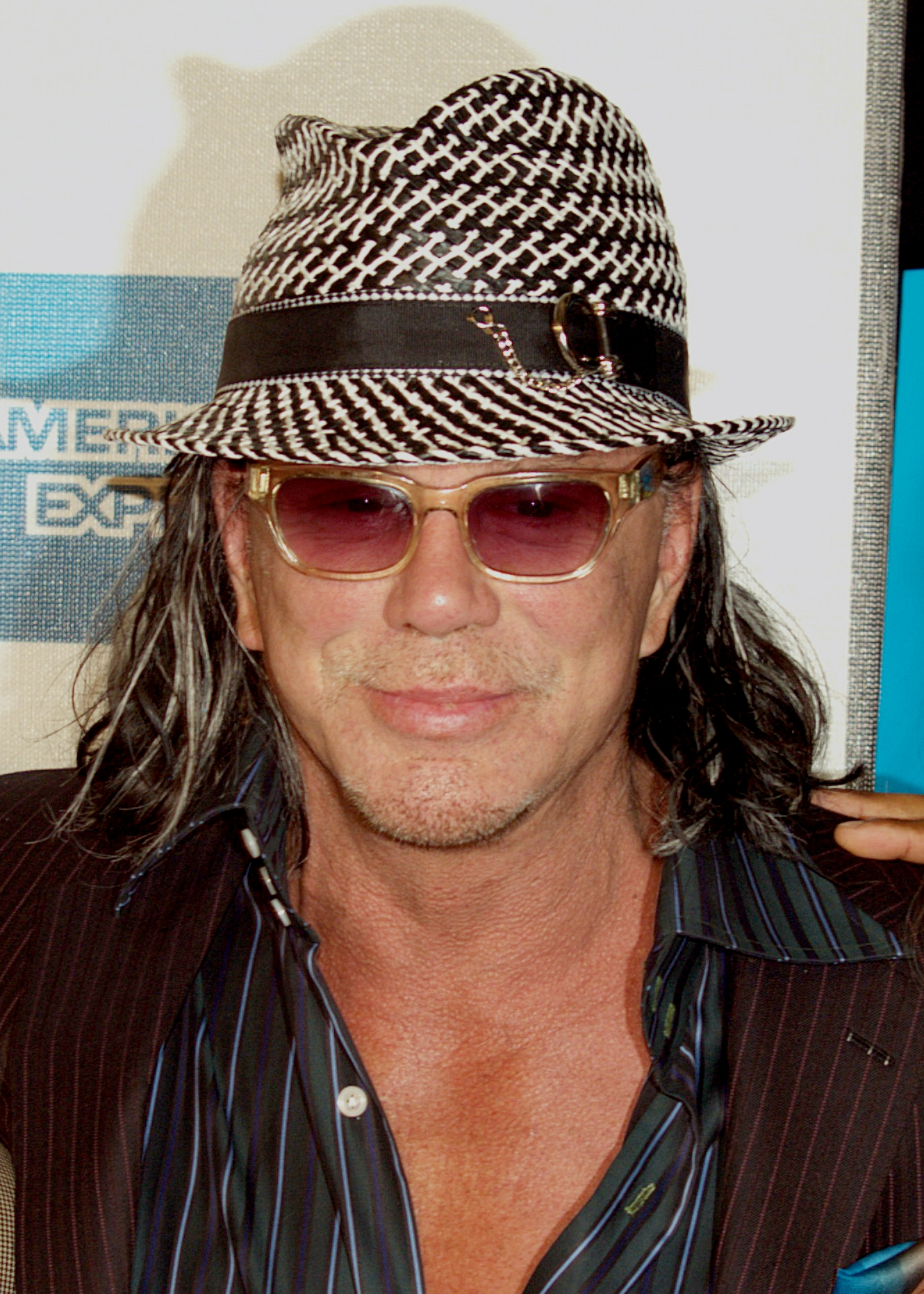
Mickey Rourke bei der US-Premiere von City Island am 26. April 2009 auf dem Tribeca Film Festival

Mickey Rourke (* 16. September 1952 als Philip Andre Rourke Jr. in Schenectady, New York) ist ein US-amerikanischer Schauspieler. Von 1991 bis 1994 bestritt er acht Kämpfe als Profiboxer.

## Kindheit und Jugend
Seine Familie ist irischer Abstammung, sein Vater Philip war aus Cork eingewandert. Mickey Rourke ist das älteste von drei Kindern seines leiblichen Vaters, er hat eine Schwester (Patty) und einen Bruder (Joey). Letzterer starb 2004 nach langer Krebserkrankung, die bereits in der Kindheit bestanden hatte, im Alter von 50 Jahren. Der Vater betrieb eine Bar, war Hausmeister in einem Golfclub, Gewichtheber und starker Trinker. Die Familienatmosphäre war gewaltbelastet. Die Großmutter, die im selben Haus wohnte, war seine frühe Bezugsperson. Nach der Scheidung der Eltern – Rourke war sieben Jahre alt – zog seine Mutter mit den Kindern nach Miami, Florida. Ein Jahr später heiratete sie einen Polizeibeamten, der fünf Söhne mit in die neue Familie brachte. Auch diese Familienatmosphäre war vonseiten des Stiefvaters und der Stiefbrüder gewaltbelastet.
Rourkes Mutter betrieb in Liberty City, einem sozial problematischen Vorort von Miami, einen Waschsalon. Als Rourke 15 Jahre alt war, zog die Familie nach Miami Beach. Dort schloss er 1971 seine Schulzeit an der Miami Beach Senior High School ab. Herausragend waren seine Leistungen im Sport, vor allem Baseball und Boxen. Er trainierte an der Boxschule Fifth Street Gym, die vormals auch Muhammad Ali besucht hatte. Rourke bestritt zu dieser Zeit gute Trainingskämpfe, seine mangelhafte Trainingsdisziplin verhinderte jedoch größeren Erfolg.

## Schauspielausbildung und Theater
Rourke wohnte nach dem Schulabschluss in einem Motel und bestritt seinen Lebensunterhalt durch Aushilfsarbeiten als Platzanweiser, Bau- und Lagerarbeiter. Bei der Ausübung einer Tätigkeit als Hilfsarbeiter lernte er ein Mitglied des örtlichen Theatervereins kennen, was zu einer Rolle in dem Jean-Genet-Stück Unter Aufsicht führte. Rourke wiederholte die Rolle mit Erfolg an einer zweiten Bühne. Dies war die Initialzündung für seine berufliche Ausrichtung als darstellender Künstler.
1975 ging er nach New York. Dort gelang ihm im zweiten Anlauf die Aufnahme am renommierten Actors Studio, wo er unter Sandra Seacat eine umfassende Schauspielausbildung im Method Acting nach Lee Strasberg erhielt, wie vor ihm auch schon Marlon Brando, Robert De Niro und Steve McQueen, ein frühes schauspielerisches Vorbild für Rourke. 1977 gab er in Arthur Millers A View from the Bridge in der Rolle des Eddie sein erfolgreiches Bühnendebüt.

## Karriere

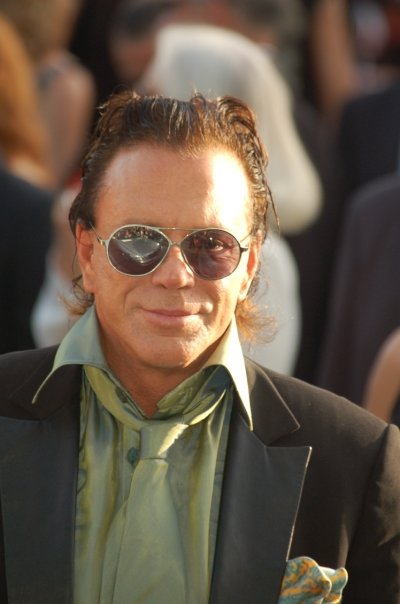
Mickey Rourke 2007 auf dem Film Festival in Cannes

Mit 16 Jahren gab Rourke nach einer Gehirnerschütterung eine erfolgversprechende Karriere als Amateurboxer zunächst auf. Er selbst sagte später, er musste „zurück in den Ring – um sich wieder wie ein Mann zu fühlen“.
1979 wurde er von Steven Spielberg für 1941 – Wo bitte geht’s nach Hollywood (1979) entdeckt. Seinen Durchbruch hatte er Anfang der 1980er Jahre mit den Filmen American Diner, dem Erstlingswerk von Barry Levinson, und Rumble Fish unter der Regie von Francis Ford Coppola. Er spielte Hauptrollen in dem erotischen Film 9½ Wochen (1986) mit Kim Basinger, in Michael Ciminos Im Jahr des Drachen (1985), in dem okkulten Thriller Angel Heart (1987) von Alan Parker („cool, grob und verletzlich – gleichzeitig“ – Darren Aronofsky) und Barfly nach einem Drehbuch von Charles Bukowski.
In den 1980er und 1990er Jahren, zu Zeiten von Rumble Fish, 9½ Wochen und Angel Heart, war Rourke hoch geschätzt und als Ausnahmetalent bewundert; seine Leinwandpräsenz wurde verglichen mit der von James Dean, Marlon Brando oder Humphrey Bogart.
Mit Wilde Orchidee (1990) gelang es ihm an der Seite von Jacqueline Bisset und Carré Otis, den Erfolg von 9½ Wochen zu wiederholen. Der Film spielte weltweit über 100 Millionen Dollar ein. Noch im gleichen Jahr erschien der Michael-Cimino-Thriller 24 Stunden in seiner Gewalt (mit Anthony Hopkins, einem Remake von An einem Tag wie jeder andere). Als der Film an der Kinokasse floppte, beschloss Rourke, doch Profiboxer zu werden. Er bestritt jedoch nur acht Kämpfe, von denen er sechs gewann und zwei unentschieden endeten. Allerdings zog er sich dabei diverse Verletzungen zu, wie z. B. eine gebrochene Nase, eine gebrochene Zehe und gebrochene Rippen. Er verletzte sich auch an der Zunge und an einem Wangenknochen. Einmal litt er sogar an kurzzeitigem Gedächtnisverlust. Erst versuchte er neben seiner Boxkarriere noch Filmrollen zu übernehmen, was aber aus zeitlichen und versicherungstechnischen Gründen kaum möglich war. So lehnte er auch 1993 das Angebot von Regisseur Quentin Tarantino ab, in seinem Film Pulp Fiction die Rolle des Boxers Butch Coolidge zu übernehmen, welcher dann von Bruce Willis verkörpert wurde.
Als er nach Ende seiner Boxkarriere Mitte der 90er Jahre wieder mehr als Schauspieler arbeitete, musste der als aufsässig geltende Rourke sich mit Rollen in B-Movies oder Nebenrollen in Filmen bekannter Regisseure wie von Francis Ford Coppolas Der Regenmacher (1997), Tony Scotts Mann unter Feuer (2004) oder in Irgendwann in Mexico (2004) von Robert Rodriguez begnügen. Dabei konnte er in diesen Rollen überzeugen, so dass er 2005 als Verbrecher Marv, welcher den Mord an seiner Prostituierten-Freundin Goldie rächt, eine der Hauptrollen in der Comic-Verfilmung Sin City von Rodriguez angeboten bekam und damit ein viel beachtetes Comeback feierte. Auch seine Leistung als Kopfgeldjäger in Tony Scotts Domino (ebenfalls 2005) wurde von der Kritik gelobt, obwohl der Film floppte.
Mit 56 Jahren glänzte er 2008 in Darren Aronofskys Film The Wrestler – Ruhm, Liebe, Schmerz in der Rolle des tragischen Freaks und Wrestling-Veteranen Randy „The Ram“ Robinson. Der Film gewann den Goldenen Löwen auf den 65. Filmfestspielen von Venedig. Jurypräsident Wim Wenders bedauerte, dass aufgrund der Regularien der Festspiele Film- und Schauspielerauszeichnungen nicht kombiniert werden dürften. Mickey Rourke hätte sich mit seiner Leistung in The Wrestler auch für die Coppa Volpi empfohlen. Neben zahlreichen weiteren Preisen erhielt er für The Wrestler den Golden Globe als bester Hauptdarsteller in einem Drama, den British Academy Film Award und seine erste Oscar-Nominierung.
Im Jahr 2010 verkörperte Rourke dann im Blockbuster Iron Man 2 den Schurken Ivan Vanko und wurde auch bei anderen Hollywood-Großproduktionen wie The Expendables oder Krieg der Götter eingesetzt.

### Boxen
Rourke bestritt zwischen Mai 1991 und September 1994 im Halbschwergewicht acht Kämpfe als Berufsboxer, von denen er sechs gewann. Zwei Kämpfe endeten unentschieden. Dabei musste der bei den Box Fans als Hollywood-Schönling geltende Rourke am Anfang viel Spott ertragen. So auch im November 1993, als er im Rahmenprogramm des WM-Kampfes zwischen Markus Bott und Nestor Giovannini in Hamburg gegen seinen Landsmann Thomas McCoy antrat. Für den Kampf in Hamburg erhielt Rourke eine Gage von 200.000 D-Mark, wurde von den Zuschauern angesichts einer dürftigen Vorstellung aber trotz seines Sieges ausgepfiffen. Im Jahr 1994 erhielt er das Angebot für einen WBO-Kampf, trat aber vorher auf Anraten eines Neurologen, nach aufkommenden Gedächtnisausfällen, als Boxer zurück. Für einen Showkampf stieg er 2014 in Moskau noch einmal in den Ring. Insgesamt konnte Rourke als Boxer ca. 1 Million Dollar „erkämpfen“ und lockte immer viele Zuschauer in die Boxarenen.

## Privatleben
Bis 1989 war Rourke mit der Schauspielerin Debra Feuer verheiratet, von 1992 bis 1998 mit dem US-amerikanischen Fotomodell Carré Otis. Otis, welche er bei den Dreharbeiten zu Wilde Orchidee kennenlernte, zeigte ihn 1994 wegen Häuslicher Gewalt an, sagte vor Gericht aber nicht gegen ihn aus. Andererseits unterstützte Rourke sie bei der Bewältigung ihres Drogenproblems. Am 8. November 2007 geriet Rourke wieder in die Schlagzeilen, als er wegen des Vorwurfs „Fahren unter Alkoholeinfluss“ aus dem Verkehr gezogen und anschließend ins Miami-Dade Pre-trial Detention Center (Untersuchungsgefängnis) eingeliefert wurde.
Von 2009 bis 2015 war Rourke mit dem russischen Model Anastassija Makarenko liiert, welche in Deutschland aufgewachsen ist, weswegen beide im Mai 2011 einen Zweitwohnsitz in Wiesbaden bezogen. Im Rahmen dieses Umzugs äußerte er sich, auch geprägt durch die Eindrücke bei seinem Hamburger Boxkampf, negativ über Deutschland. Beim Dreh zum Episodenfilm Berlin, I Love You 2017 zeigte Rourke sich aber begeistert von der deutschen Hauptstadt.
Anfang November 2011 erhielt er mit Autogramm, Hand- und Fußabdruck in einer Bodenplatte auf dem Hollywood Boulevard einen Platz auf dem Walk of Fame vor dem Chinese Theatre.
Im September 2020 nahm Rourke als Gremlin an der vierten Staffel der US-amerikanischen Version von The Masked Singer teil, stieg allerdings in der zweiten Folge freiwillig aus, weil es ihm im Kostüm zu heiß war.
Rourke ist ausgesprochener Kritiker des Präsidenten Donald Trump, wobei Rourke es nicht nur bei reiner Kritik beließ, sondern wiederholt direkt Gewaltandrohungen aussprach. Rourke gab 2022 an, deshalb Besuch durch den Personenschutz United States Secret Service erhalten zu haben, nachdem er zuvor geäußert hatte, Trump mit einem "Louisville Slugger" verprügeln zu wollen, ebenso wie er 2019 nochmal offen drohte ihm „einem linken Haken aus der Hölle“ verpassen zu wollen. In selbigen Interview fuhr er fort, dass er noch mehr zu sagen hätte, dies aber nicht tun würde, weil er nicht noch einen Besuch vom Secret Service gebrauchen könne, womit Rourke, welcher bereits in der Vergangenheit wegen seiner Gewalteskapaden ins Rampenlicht geriet, seine gewalttätigen Äußerungen indirekt aufrechterhielt.

## Filmografie (Auswahl)
- 1979: 1941 – Wo bitte geht’s nach Hollywood (1941) – Regie: Steven Spielberg
- 1980: Fade to Black – Die schönen Morde des Eric Binford (Fade to Black) – Regie: Vernon Zimmerman
- 1980: Heaven’s Gate
- 1981: Heißblütig – Kaltblütig (Body Heat) – Regie: Lawrence Kasdan
- 1982: American Diner (Diner) – Regie: Barry Levinson
- 1983: Rumble Fish – Regie: Francis Ford Coppola
- 1983: Eureka – Regie: Nicolas Roeg
- 1984: Der Pate von Greenwich Village (The Pope of Greenwich Village) – Regie: Stuart Rosenberg
- 1985: Im Jahr des Drachen (Year of the Dragon) – Regie: Michael Cimino
- 1986: 9½ Wochen (Nine ½ Weeks) – Regie: Adrian Lyne
- 1987: Angel Heart – Regie: Alan Parker
- 1987: Barfly Buch: Charles Bukowski – Regie: Barbet Schroeder
- 1987: Auf den Schwingen des Todes (A Prayer for the Dying) – Regie: Mike Hodges
- 1988: Homeboy – Regie: Michael Seresin (Buch: Mickey Rourke)
- 1989: Johnny Handsome – Der schöne Johnny (Johnny Handsome) – Regie: Walter Hill
- 1989: Franziskus (Francesco) – Regie: Liliana Cavani
- 1989: Wilde Orchidee (Wild Orchid) – Regie: Zalman King
- 1990: 24 Stunden in seiner Gewalt (Desperate Hours) – Regie: Michael Cimino
- 1991: Harley Davidson and the Marlboro Man (Harley Davidson & the Marlboro Man) – Regie: Simon Wincer
- 1992: White Sands – Der große Deal (White Sands) – Regie: Roger Donaldson
- 1994: The Last Outlaw – Regie: Geoff Murphy
- 1994: F.T.W. – Tiefer als Hass – Regie: Michael Karbelnikoff
- 1995: Fall Time – Blutiger Herbst – Regie: Paul Warner
- 1996: Exit in Red – Regie: Yurek Bogayevicz
- 1996: Bullet – Auge um Auge (Bullet) – Regie: Julien Temple
- 1997: Double Team – Regie: Hark Tsui
- 1997: 9½ Wochen in Paris (Love in Paris) – Regie: Anne Goursaud
- 1997: Der Regenmacher (The Rainmaker) – Regie: Francis Ford Coppola
- 1997: Point Blank – Over and Out – Regie: Matt Earl Beesley
- 1998: Buffalo ’66 – Regie: Vincent Gallo
- 1998: Dangerous Kids – Highschool der Hoffnung – Regie: Richard Pearce
- 1998: Thursday – Ein mörderischer Tag (Thursday) – Regie: Skip Woods
- 1999: Shades – Regie: Erik Van Looy
- 1999: Shergar – Regie: Dennis C. Lewiston
- 1999: Eine Nacht in L.A. – Buch und Regie: Bojesse Christopher, Scott Anthony Leet
- 2000: The Animal Factory – Rache eines Verurteilten – Regie: Steve Buscemi
- 2000: Get Carter – Die Wahrheit tut weh (Get Carter) – Regie: Stephen Kay
- 2001: Das Versprechen (The Pledge) – Regie: Sean Penn
- 2001: The Hire: The Follow – Regie: Kar Wai Wong
- 2001: Picture Claire – Regie: Bruce McDonald
- 2001: Crawlers (They Crawl) – Regie: John Allardice
- 2002: Spun – Regie: Jonas Åkerlund
- 2003: Masked and Anonymous – Regie: Larry Charles
- 2003: Irgendwann in Mexico (Once Upon a Time in Mexico) – Regie: Robert Rodriguez
- 2004: Mann unter Feuer (Man on Fire) – Regie: Tony Scott
- 2004: Driv3r – Regie: Maurice Suckling (Videospiel; Stimme des Charakters „Jericho“)
- 2005: Sin City – Regie: Frank Miller (auch Drehbuchautor), Robert Rodriguez
- 2005: Domino – Regie: Tony Scott
- 2006: Stormbreaker – Regie: Geoffrey Sax
- 2008: The Wrestler – Regie: Darren Aronofsky
- 2008: Killshot – Regie: John Madden
- 2009: The Informers – Regie: Gregor Jordan
- 2010: Iron Man 2 – Regie: Jon Favreau
- 2010: The Expendables – Regie: Sylvester Stallone
- 2010: Passion Play – Regie: Mitch Glazer
- 2010: 13 – Regie: Géla Babluani
- 2011: Krieg der Götter (Immortals) – Regie: Tarsem Singh
- 2012: The Courier – Regie: Hany Abu-Assad
- 2012: Dead in Tombstone – Regie: Roel Reiné
- 2013: Java Heat – Insel der Entscheidung (Java Heat) – Regie: Conor Allyn
- 2013: Generation Iron – Regie: Vlad Yudin
- 2014: Sin City 2: A Dame to Kill For – Regie: Robert Rodriguez
- 2015: War Pigs – Regie: Ryan Little
- 2015: Ashby – Regie: Tony McNamara
- 2015: The Gunfighters: Blunt Force Trauma – Regie: Ken Sanzel
- 2019: Berlin, I Love You
- 2019: Night Walk – Regie: Aziz Tazi
- 2020: Adverse – Zeit der Vergeltung – Regie: Brian A. Metcalf
- 2020: Girl – Regie: Chad Faust
- 2021: Man of God – Regie: Jelena Popović
- 2022: The Commando – Nur einer wird überleben (The Commando)
- 2022: Warhunt – Regie: Mauro Borrell
- 2022: Section 8
- 2023: Hunt Club
- 2023: The Palace
- 2024: Not Another Church Movie

Zusammenarbeit
- 2001: Auftritt im Video zu Enrique Iglesias’ Song Hero

## Auszeichnungen
| Jahr | Auszeichnung                                | Nominierung                       | Film                                        | Resultat |
| ---- | ------------------------------------------- | --------------------------------- | ------------------------------------------- | -------- |
| 1983 | Boston Society of Film Critics Award        | Bester Nebendarsteller            | American Diner                              | Gewonnen |
| 1983 | National Society of Film Critics            | Bester Nebendarsteller            | American Diner                              | Gewonnen |
| 1987 | Jupiter                                     | Bester Darsteller                 | Angel Heart und Auf den Schwingen des Todes | Gewonnen |
| 1988 | Independent Spirit Awards                   | Bester Darsteller                 | Barfly                                      |          |
| 1991 | Goldene Himbeere                            | Schlechtester Darsteller          | Desperate Hours                             |          |
| 1991 | Goldene Himbeere                            | Schlechtester Darsteller          | Wilde Orchidee                              |          |
| 2006 | Saturn Award                                | Bester Nebendarsteller            | Sin City                                    | Gewonnen |
| 2006 | Chicago Film Critics Association            | Bester Nebendarsteller            | Sin City                                    | Gewonnen |
| 2006 | Irish Film and Television Awards            | Bester Internationaler Darsteller | Sin City                                    | Gewonnen |
| 2006 | Online Film Critics Society                 | Bester Nebendarsteller            | Sin City                                    | Gewonnen |
| 2006 | Satellite Award                             | Bester Nebendarsteller            | Sin City                                    |          |
| 2006 | Washington DC Area Film Critics Association | Bestes Ensemble                   | Sin City                                    |          |
| 2006 | Critics’ Choice Movie Award                 | Bestes Ensemble                   | Sin City                                    |          |
| 2006 | Total Film magazine                         | Man of the Year                   | Sin City                                    | Gewählt  |
| 2008 | Moviefone                                   | Sexiest Movie Couple              | 9½ Wochen                                   | Gewählt  |
| 2008 | Golden Orange Award                         | Ehrenpreis                        |                                             | Gewonnen |
| 2008 | Satellite Awards                            | Bester Darsteller – Drama         | The Wrestler                                |          |
| 2008 | Washington D.C. Area Film Critics           | Bester Darsteller                 | The Wrestler                                | Gewonnen |
| 2008 | Goldener Löwe                               | Bester Darsteller                 | The Wrestler                                | Gewonnen |
| 2008 | San Francisco Film Critics                  | Bester Darsteller                 | The Wrestler                                | Gewonnen |
| 2008 | Broadcast Film Critics                      | Bester Darsteller                 | The Wrestler                                |          |
| 2008 | San Diego Film Critics Society              | Bester Darsteller                 | The Wrestler                                | Gewonnen |
| 2008 | Toronto Film Critics Association            | Bester Darsteller                 | The Wrestler                                | Gewonnen |
| 2008 | Chicago Film Critics Association            | Bester Darsteller                 | The Wrestler                                | Gewonnen |
| 2008 | Florida Film Critics Circle                 | Bester Darsteller                 | The Wrestler                                | Gewonnen |
| 2008 | Detroit Film Critics Society                | Bester Darsteller                 | The Wrestler                                | Gewonnen |
| 2009 | Golden Globe Award                          | Bester Darsteller – Drama         | The Wrestler                                | Gewonnen |
| 2009 | Independent Spirit Award                    | Bester Hauptdarsteller            | The Wrestler                                | Gewonnen |
| 2009 | BAFTA Award                                 | Bester Darsteller                 | The Wrestler                                | Gewonnen |
| 2009 | Academy Awards                              | Bester Hauptdarsteller            | The Wrestler                                |          |
| 2009 | Chlotrudis Awards                           | Bester Darsteller                 | The Wrestler                                |          |
| 2009 | Screen Actors Guild Awards                  | Bester Hauptdarsteller            | The Wrestler                                |          |
| 2009 | Santa Barbara International Film Festival   | Bester Hauptdarsteller            | Riviera Award                               | Gewonnen |
| 2010 | Scream Awards                               | Bester Bösewicht                  | Iron Man 2                                  | Gewonnen |
| 2011 | MTV Movie Awards                            | Bester Bösewicht                  | Iron Man 2                                  |          |